# Zarządzanie finansami
Zarządzanie finansami – organizacja zasobów finansowych przedsiębiorstwa. Jest to działalność zarówno organizacyjna, decyzyjna, jak i kontrolna, kształtująca finanse przedsiębiorstwa w sposób umożliwiający maksymalizację korzyści ekonomicznych.

## Rola zarządzania finansami
W procesach zarządzania przedsiębiorstwem, finanse odgrywają znaczącą rolę. Każda decyzja podejmowana przez przedsiębiorstwo – operacyjna, inwestycyjna, finansowa czy dywidendowa ma swoje odzwierciedlenie w finansach. Umożliwiają one także ocenę skutków pieniężnych podejmowanych decyzji, porównanie opłacalności przedsięwzięć dzięki wspólnemu, pieniężnemu mianownikowi. Złożoność procesów zarządzania finansami zależy od poziomu rozwoju gospodarki oraz samego przedsiębiorstwa.

## Główne funkcje zarządzania finansami
Finanse przedsiębiorstwa to zjawiska ekonomiczne związane z gromadzeniem i wydatkowaniem środków pieniężnych na cele działalności gospodarczej firmy.
Głównymi funkcjami zarządzania finansami przedsiębiorstw są:
1. Kształtowanie optymalnego poziomu i struktury majątku przedsiębiorstwa, dostosowanego do rodzaju jego działalności operacyjnej, a także odpowiedni dobór źródeł finansowania, uwzględniający koszt ich pozyskania;
2. Stworzenie strategii inwestycyjnej dla posiadanych środków finansowych, uwzględniającej kierunki i formy inwestowania, analizę opłacalności i dobór projektów inwestycyjnych;
3. Kontrola sytuacji finansowej przedsiębiorstwa, analiza wykonania założonych planów finansowych, a także operacyjnych i inwestycyjnych;
4. Analiza rynku i pozycji przedsiębiorstwa;
5. Tworzenie polityki dywidendowej przedsiębiorstwa zgodnej z celami strategicznymi.
6. Wybór i wdrażanie działań mitygujących ryzyka związane z prowadzoną działalnością.
Problematyka zarządzania finansami nabiera coraz większego znaczenia w procesie zarządzania przedsiębiorstwem ze względu na takie czynniki, jak: nasilenie konkurencji, postępującą koncentrację działalności gospodarczej, występowanie wysokiej i zmiennej inflacji, wzrost znaczenia rynków kapitałowych, globalizację działalności gospodarczej.

## Menedżer finansowy
Osoby pełniące funkcje związane z zarządzaniem finansami przedsiębiorstwa powinny posiadać odpowiednią wiedzę oraz doświadczenie. W zależności od wielkości i złożoności organizacji, funkcje te może pełnić jedna osoba lub też zespół wykwalifikowanych pracowników zarządzany przez menedżera finansowego. Do głównych zadań takiego zespołu należą:
1. Prowadzenie i nadzorowanie obiegu dokumentacji finansowe i informacji wewnętrznych, umożliwiających bieżącą ocenę i kontrolę sytuacji przedsiębiorstwa.
2. Monitorowanie i raportowanie do zarządzających najważniejszych informacji dotyczących sytuacji finansowej przedsiębiorstwa, najbliższych perspektywach, a także decyzjach wymagających podjęcia;
3. Utrzymanie płynności bieżącej poprzez zapewnienie dopływu środków przeznaczonych na działalność bieżącą, a także realizacja projektów inwestycyjnych.
4. Relacje z wierzycielami, dłużnikami, a także organami skarbowymi czy regulatorem.
Wiele z powyższych zadań obecnie jest wykonywanych automatycznie, dzięki aplikacjom, systemom czy modelom. Przedsiębiorstwa posiadają rozbudowane narzędzia umożliwiające sprawny obieg dokumentów oraz informacji, wykonywanie analiz przydatnych do podejmowania decyzji, czy bieżące zarządzanie płynnością. W takich warunkach największe znaczenie ma, aby menedżer finansowy posiadał rozbudowaną wiedzę oraz umiejętność wykorzystania instrumentów zarządzania finansowego, bazujących głównie na uwzględnianiu wartości pieniądza w czasie oraz szacowaniu poziomu ryzyka występującego przy podejmowaniu decyzji finansowych.